# Campionatul Mondial de Handbal Masculin din 1938
Prima ediție a Campionatului Mondial de Handbal Masculin s-a desfășurat în perioada 5 februarie - 6 februarie 1938 în Germania. Echipa Germaniei a învins în finală echipa Austriei cu scorul de 5 - 4.

## Clasament general
| Poz. | Echipă    |
| ---- | --------- |
| 1    | Germania  |
| 2    | Austria   |
| 3    | Suedia    |
| 4    | Danemarca |

## Legături externe
- en  Campionatul Mondial din 1938 la Federația Internațională de Handbal